# Alémanique
 (mai 2022).
Si vous disposez d'ouvrages ou d'articles de référence ou si vous connaissez des sites web de qualité traitant du thème abordé ici, merci de compléter l'article en donnant les références utiles à sa vérifiabilité et en les liant à la section « Notes et références ».
Pour les articles homonymes, voir gsw.
L’alémanique (en allemand : Alemannisch ) est un ensemble de dialectes allemands supérieurs parlés en Suisse (Suisse alémanique), dans le Sud-Ouest de l'Allemagne (Bade-Wurtemberg et Bavière), en France (Alsace et pays de Phalsbourg), dans l'Ouest de l'Autriche (Vorarlberg et Reutte), au Liechtenstein et dans le Nord de l'Italie (Valsesia et haute vallée du Lys), par 6,5 millions de personnes. Linguistiquement, il se divise en souabe, bas alémanique (en), haut alémanique et alémanique supérieur (en). Ainsi, il comprend le suisse allemand et la majorité des dialectes de l'alsacien. 
Historiquement, l'alémanique est un ensemble de langues qui s'est développé dans le bassin de peuplement des Alamans. L'aire linguistique des Alamans, appelée Alémanie correspond au prolongement historique de la province romaine de Germanie supérieure.

## Présence
Presque chaque locuteur de l'alémanique parle l'allemand à un niveau correspondant à celui de l'alémanique. En Suisse, l'alémanique se diffuse en plus dans les régions où le romanche est parlé. La population y est souvent bilingue ou parle seulement l'alémanique.
D'après un recensement de 1936, 84 % de la population alsacienne parlait l'alémanique. En 1984, les Alsaciens n'étaient plus que 13,1 % à parler alémanique dans le département du Haut-Rhin et 20 % dans celui du Bas-Rhin.
De même, en Bade, l'alémanique est en voie de disparition, surtout dans les villes, où les jeunes parlent une langue proche de l'allemand standard, avec un petit accent alémanique.
L'alémanique est aussi parlé hors d'Europe, à Colonia Tovar, au Venezuela.

## Sous-groupes

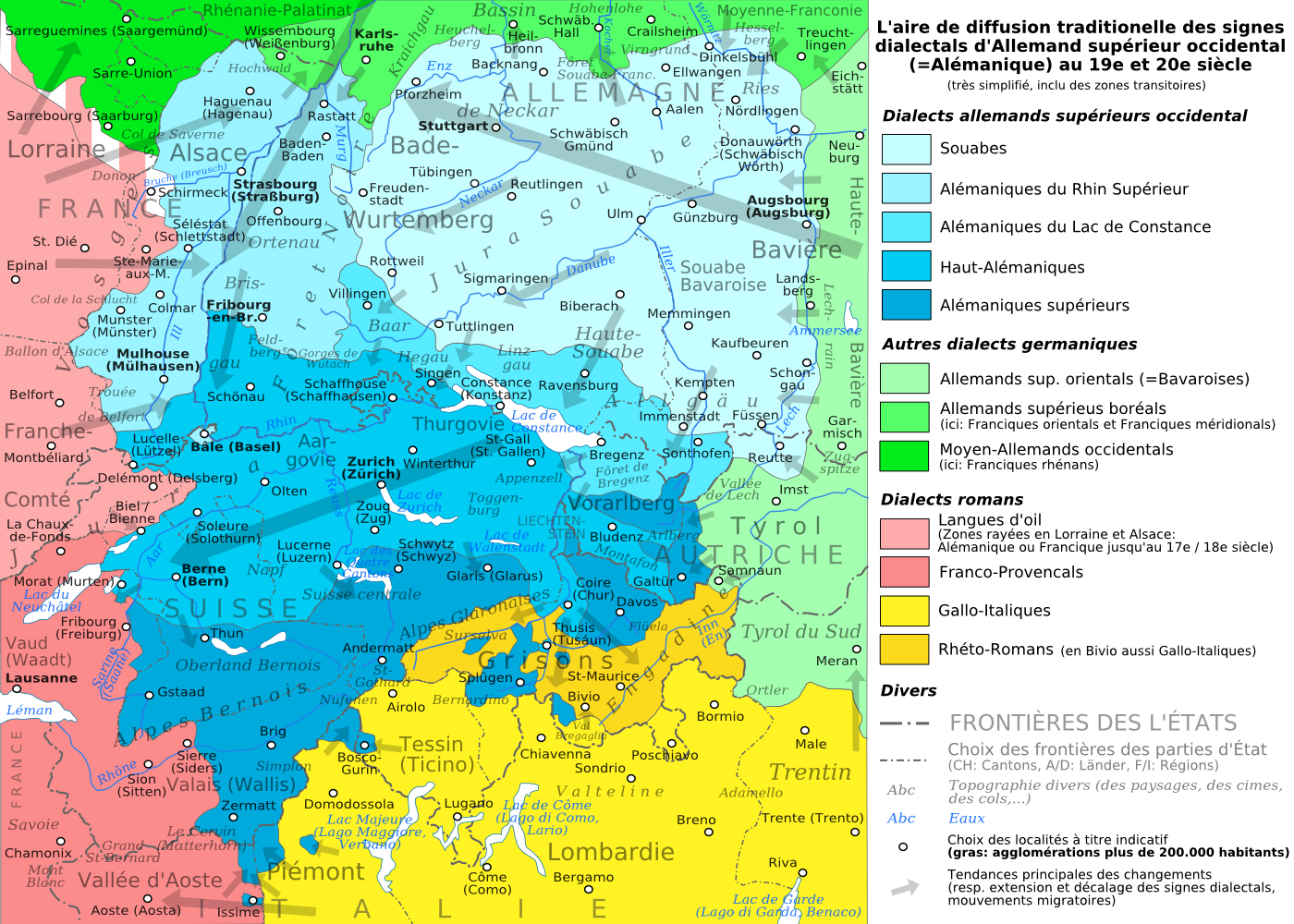
L'aire de diffusion traditionnelle des signes dialectaux d'allemand supérieur occidental (=alémanique) aux.

Généralement, on divise les dialectes alémaniques en quatre groupes (entre parenthèses le nom allemand) :
- Souabe (Schwäbisch) ;
- Bas alémanique (Niederalemannisch) ;
- Haut alémanique (Hochalemannisch) ;
- Alémanique supérieur (Höchstalemannisch (de)).

Ces groupes-là possèdent eux-mêmes des sous-groupes, souvent portant une dénomination dérivée de leur région, parfois avec des frontières pas très claires et controversées.
Il y a aussi d'autres divisions, par exemple en alémanique oriental et occidental, la frontière étant entre le pluriel des verbes présentant une seule forme à l'ouest (exemple: mir mache, ihr mache, sii mache) et deux à l'est (mir mache, ihr machet, sii mache). En plus, il y a des dénominations comme Badisch (badois), Schwizerdütsch (suisse alémanique), Elsàssisch (alsacien), qui, bien que nettement plus connues, ne sont pas correctes d'un point de vue linguistique, car les dialectes qui y appartiennent ne sont pas dans le même des quatre sous-groupes (souabe, bas-alémanique, haut-alémanique, alémanique supérieur). Ainsi, la majorité des dialectes en Alsace appartiennent au bas-alémanique tandis qu'une partie à l'extrême sud est du haut-alémanique. Ces deux dialectes-là ne peuvent pas être regroupés sous le nom d'« alsacien » car il y a aussi des dialectes appartenant à ces groupes, parlés hors de l'Alsace. Il en va de même avec le « suisse allemand » (aussi appelé « suisse alémanique ») dont les dialectes appartiennent aux trois groupes bas-alémanique, haut-alémanique et alémanique supérieur, et le « badois » qui regroupe des dialectes du bas- et du haut-alémanique.

## Nom et dénominations

### Origine du mot «alémanique»
Le nom de l'alémanique a été introduit aux temps modernes de Johann Peter Hebel. Il écrit dans son livre Allemannische Gedichte (Poèmes alémaniques) :

« Le dialecte, dans lequel ces poèmes sont écrits peut justifier leur dénomination. Il est parlé au Rhin entre le Fricktal et l'ancien-Sundgau, et aussi — avec quelques divergences — jusqu’aux Vosges et Alpes et dans la Forêt-Noire, en plus dans une grande partie de Souabe. »

— Johann Peter Hebel, traduit de : Alemannische Gedichte, Lahr 1984
En linguistique, le nom a été utilisé aux XIXe et XXe siècles.
La dénomination de Hebel et des linguistes vient des Alamans, qui se sont établis au premier millénaire plus ou moins dans la région où est maintenant parlé l'alémanique.
Les deux l que Hebel utilisait encore (Allemannisch) n'ont pas été gardés.

### Dénominations populaires
Le mot « alémanique » est bien connu dans le pays de Bade et dans le Vorarlberg, parfois utilisé uniquement pour désigner son propre dialecte. En Suisse, en Alsace et en Souabe, il est plutôt utilisé en linguistique et souvent remplacé par Suisse alémanique/Suisse allemand, Alsacien, ou encore Souabe (selon la région évoquée) dans la langue courante. Il se peut aussi qu'on utilise une dénomination plus exacte comme Berndütsch (littérairement « allemand de Berne »), « Markgräflerisch » (pour le dialecte dans le pays entre les villes de Fribourg-en-Brisgau et Lörrach), « Vorarlbergisch » (« vorarlbergeois »), etc.

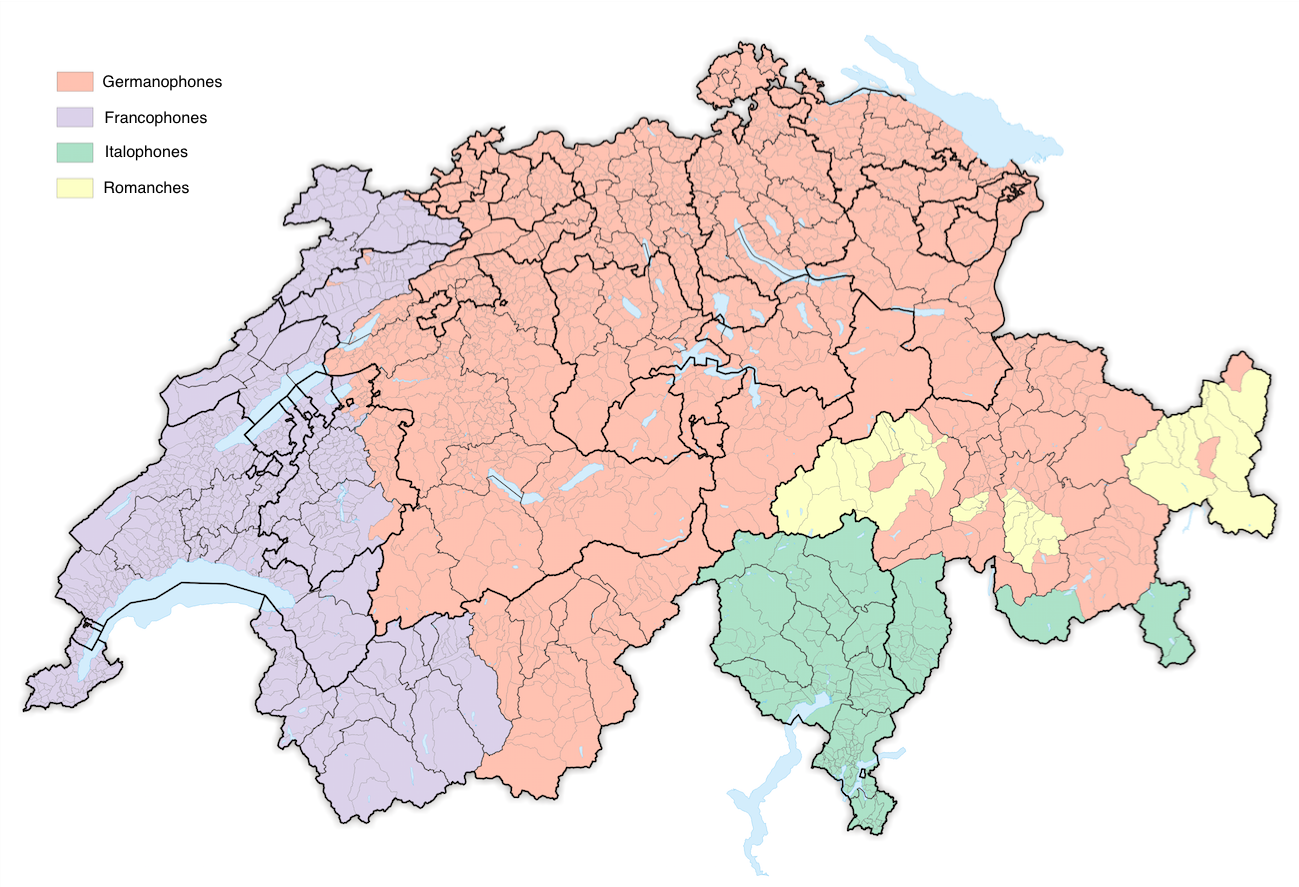
Les aires linguistiques de Suisse en 2014.

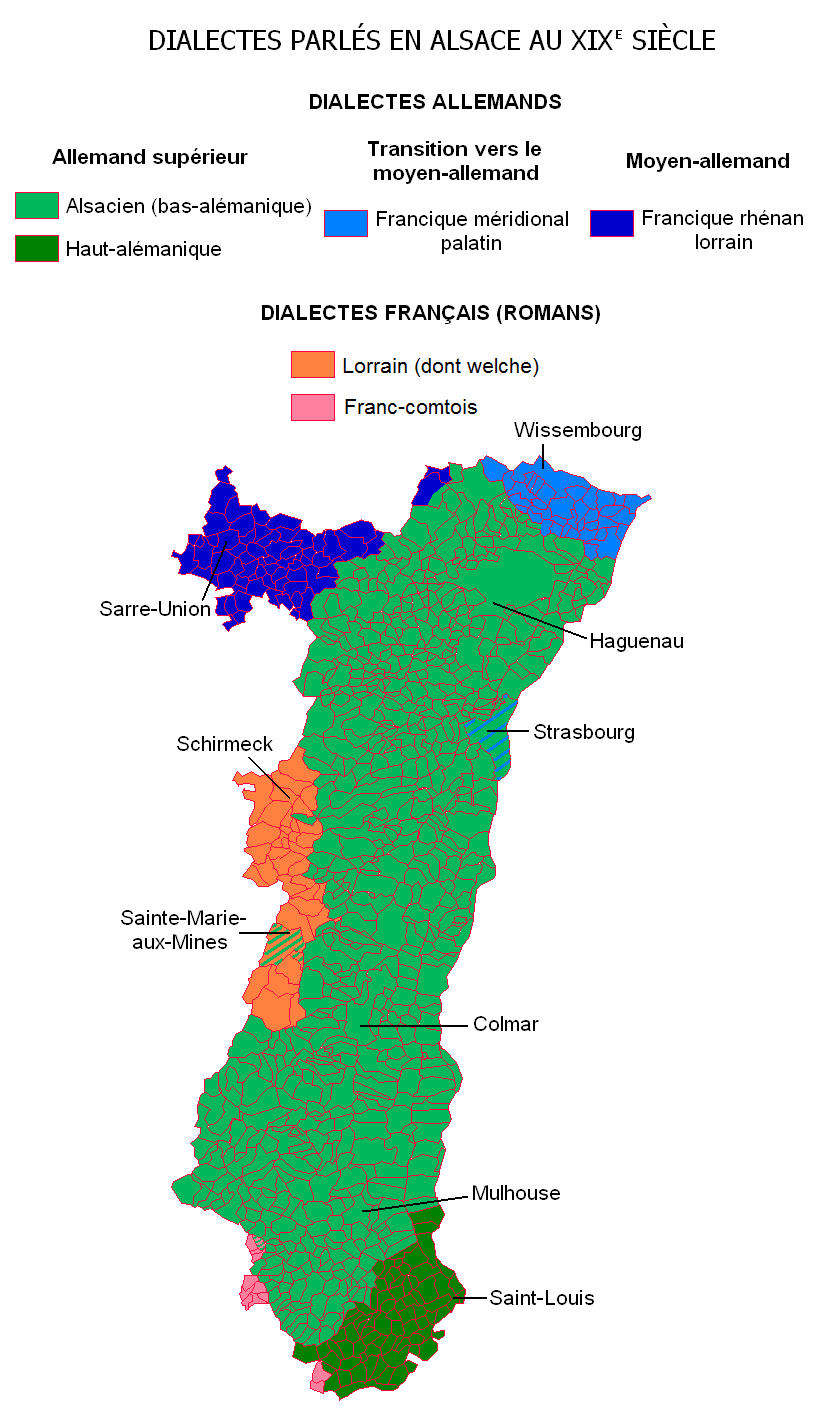
L'alémanique en Alsace (zones vertes).

L'alémanique en Moselle (zones vertes).

## Différences avec l'allemand standard
Remarque : Les indications en API sur la prononciation alémanique ne sont que des variantes. Souvent, la prononciation exacte dépend de la région.
- Souvent, les voyelles longues i, u et ü deviennent respectivement les diphtongues ie, ue et  üe. Exemples : wie, gut, grün [viː, guːt, gʀyːn] > wie, guet, grüen [vɪ̯ə, gʊ̯ət, grʏ̯ən]. En Alsace, dans la ville de Bâle et dans une grande partie des dialectes en Allemagne, on dit ie au lieu de üe. En outre, en Alsace et dans les environs de Lörrach, on dit üe au lieu d’ue. En souabe, on dira plutôt ia, ua et ia respectivement.
Une mauvaise prononciation des diphtongues peut provoquer une ambiguïté : wie (comment, comme) et Wii (vin)
- De plus, il y a dans le pays de Bade et en Suisse occidentale des régions où les voyelles longues qui ne deviennent pas une diphtongue sont ouvertes, c'est-à-dire prononcées [ɪː, ʊː, ʏː] au lieu d'[iː, uː, yː].
- Les diphtongues allemandes au, ei et eu/äu deviennent dans la plupart des mots u, i et ü, prononcés comme [u(ː), i(ː), y(ː)], dans la plupart des mots. Le souabe fait exception.
- En Alsace, à Bâle, en Souabe et dans le nord du pays de Bade, les voyelles arrondies sont délabialisées.
- En alémanique du Sud, c'est-à-dire en haut-alémanique et en alémanique supérieur, la consonne k allemande devient dans la grande plupart des mots ch [x] ou [kx] ; à l'intérieur des mots, on ne retrouve que [kx].
- La consonne n à la fin des mots disparaît.
- La voyelle e à la fin des mots ou des préfixes souvent devient i ou disparaît complètement. Cependant, il y a aussi beaucoup de cas où elle n'est pas changée.
- Il n'y a plus de prétérit (remplacé par le parfait), de plus-que-parfait (remplacé par le parfait ou le parfait II) et de futur (remplacé par le présent). De plus, le subjonctif n'existe qu'avec quelques verbes auxiliaires.
- Le génitif est remplacé (au choix) par une des tournures suivantes : dem Ma sis Hus (c'est-à-dire possesseur au datif - pronom possessif - objet possédé) ou s Hus vom Ma (c'est-à-dire objet possédé - préposition von - possesseur au datif) pour l'allemand standard das Haus des Manns, c'est-à-dire la maison de l'homme.

De plus, il y a beaucoup de vocabulaire différent de celui de l'allemand ; souvent, il y a même de fortes différences entre les régions.

### Exemple de grammaire
Ici on peut voir une liste des conjugaisons des verbes les plus importants. Les mots ci-dessous sont pris du dialecte parlé dans la vallée du Rhin, plus précisément au mont Kaiserstuhl.
|               | être  | avoir | aller  | laisser | (être debout) | donner | dire   |
| Infinitif     | sii   | haa   | goo    | loo     | stoo          | gää    | sage   |
| ich           | bin   | han   | gang   | loss    | stand         | gib    | sag    |
| dü            | bisch | hesch | goosch | losch   | stoosch       | gibsch | saisch |
| Er, sie, s    | isch  | het   | goot   | losst   | stoot         | gitt   | sait   |
| Mir, ihr, sie | sin   | henn  | geen   | leen    | steen         | gänn   | sage   |
| Partizipe     | gsii  | ghaa  | gange  | gloo    | gstande       | gää    | gsait  |

## Orthographe
Il n'existe pas d'orthographe uniformément utilisée ou standardisée pour l'alémanique. La majorité des alémaniques se base sur celle de l'allemand standard pour ne pas déconcerter le lecteur. Par exemple, les digrammes et trigrammes (tz, ch, sch) et le redoublement des consonnes après des voyelles courtes sont des éléments provenant de l'orthographe standardisée allemande qui sont normalement repris en alémanique.
D'autres auteurs déconseillent de se baser sur l'allemand standard. Le livre Schwyzertütschi Dialäktschrift (« Écriture dialectale pour le suisse alémanique »), qui est l'ouvrage sur l'écriture alémanique le mieux accepté, introduit une orthographe qui ne ressemble plus à l'allemand standard :
- elle redouble toutes les voyelles et consonnes longues, mais pas les consonnes après une voyelle pour indiquer que cette voyelle est courte ;
- elle utilise l'accent grave sur les voyelles ouvertes ;
- elle introduit des lettres nouvelles (par exemple ʃ) et des digrammes nouveaux (cch pour prolonger ch).

Le redoublement des voyelles est souvent repris par les écrivains alémaniques. Cependant, la plupart n'utilisent pas d'accents ou d'autres caractères spéciaux sauf <ä, ö, ü, ß> qui sont des reprises de l'allemand standard (le dernier de ces quatre caractères n'est guère utilisé en Suisse, les claviers d'entrée sur ordinateur spécifiquement suisses ne comportant pas ce caractère pour des raisons de place). Les digrammes et caractères complètement nouveaux ne sont pratiquement jamais utilisés.
Pour le dialecte de l'Alsace, il existe encore une méthode appelée Orthal.
Bien qu'on puisse se référer à ces règles, l'orthographe varie d'une personne à l'autre. Cela provient non seulement des grandes différences entre les dialectes alémaniques, mais surtout de prédilections personnelles.

### Exemple de walser valdôtain
- Un exemple du patois Walser « töitschu » d'Issime dans la haute vallée du Lys (Vallée d'Aoste) :

« Méin oalten atte ischt gsinh van in z'Überlann, un d'oaltun mamma ischt van Éischeme, ischt gsing héi van im Proa. Stévenin ischt gsinh dar pappa, la nonna ischt gsinh des Chamonal. [...] D'alpu ischt gsinh aschua van méin oalten pappa. Ich wiss nöit ol z'is heji... Ischt gsinh aschuan d'oaltu, un d'ketschu, gmachut a schian ketschu in z'Überlann. Méin pappa ischt gsinh la déscendance, dschéin pappa, aschuan méin oalten atte, ischt gsinh aschuan doa.. Vitor van z’Uberlann. Un té hedder kheen a su, hets amun gleit das méin pappa hetti kheisse amun Vitor. Eer het dschi gwéibut das s’het kheen sekschuvöfzg joar un het kheen zwia wetti das.. zwienu sén gsinh gmannutu un zwianu sén nöit gsinh gmannutu. Dsch’hen génh gweerhut middim un dschi pheebe middim. Un darnoa ischt mu gcheen a wénghjen eina discher wettu. »

Traduit en français :

« Mon grand-père venait de Gaby, ma grand-mère d'Issime, du hameau Praz. Stévenin était le père, mémé provenait de la famille de Chémonal. [...] L'alpage [au vallon de Bourines] appartenait sans doute à mon grand-père. Je ne sais pas si c'était du côté de mon père. Elle appartenait aux vieux, ils avaient une très belle maison à Gaby. Victor, mon père, était de la descendance, son père, mon grand-père, venait de là-haut... Victor le gabençois. Ensuite il a eu un fils, auquel il a donné son prénom, donc mon père s'appelait lui aussi Victor. Il s'est marié à l'âge de 56 ans, et il avait quatre sœurs, dont deux étaient mariées et deux ne l'étaient pas. Elles ont toujours travaillé et vécu avec lui. Ensuite l'une d'elles est morte. »